# Нижеполе
Нижеполе или Нижепоље је насеље у Северној Македонији, у јужном делу државе. Нижепоље припада општини Битољ.

## Географија
Насеље Нижеполе је смештено у јужном делу Северне Македоније. Од најближег већег града, Битоља, насеље је удаљено 8 km западно.
Нижеполе се налази на западном ободу Пелагоније, највеће висоравни Северне Македоније. Насеље је смештено високо, на северним падинама планине Баба. Надморска висина насеља је приближно 1.040 метара.
Клима у насељу је планинска због знатне надморске висине.

## Становништво
Нижеполе је према последњем попису из 2021. године имало 125 становника.
| Национални састав према попису из 2021.‍ | Национални састав према попису из 2021.‍ | Национални састав према попису из 2021.‍ | Национални састав према попису из 2021.‍ | Национални састав према попису из 2021.‍ |
| --------------------------------------- | --------------------------------------- | --------------------------------------- | --------------------------------------- | --------------------------------------- |
|                                         |                                         |                                         |                                         |                                         |
| Аромуни                                 | Аромуни                                 |                                         | 77                                      | 61,6%                                   |
| Македонци                               | Македонци                               |                                         | 21                                      | 16,8%                                   |
| Албанци                                 | Албанци                                 |                                         | 12                                      | 9,6%                                    |
| Турци                                   | Турци                                   |                                         | 4                                       | 3,2%                                    |

Већинска вероисповест је православље.